# Mustafa Saymak
Mustafa Saymak, né le 11 février 1993 à Deventer, est un footballeur turc et néerlandais. Il évolue au Bandırmaspor au poste de milieu offensif.

## Biographie

### En club
Avec le club du PEC Zwolle, il joue deux matchs en Ligue Europa lors de la saison 2014-2015. Cette même saison, il inscrit sept buts en championnat.

## Palmarès
- Champion des Pays-Bas de D2 en 2012 avec le PEC Zwolle
- Vainqueur de la Coupe des Pays-Bas en 2014 avec le PEC Zwolle
- Vainqueur de la Supercoupe des Pays-Bas en 2014 avec le PEC Zwolle